# Comté de Wilson (Texas)
Pour les articles homonymes, voir Comté de Wilson.
Le comté de Wilson, en anglais : Wilson County, est un comté situé au sud de la partie centrale de l'État du Texas aux États-Unis. Fondé le 13 février 1860, son siège de comté est la ville de Floresville. Selon le recensement des États-Unis de 2020, sa population est de 49 753 habitants. Le comté a une superficie de 2 093,7 km2, dont 2 081,6 km2 en surfaces terrestres. Le comté est nommé en référence à James Charles Wilson, sénateur du Texas.

## Organisation du comté
Le comté de Wilson est créé le 19 novembre 1876, à partir des terres des comtés de Bexar et Karnes. Il est définitivement organisé et autonome, le 1er août 1860.
Il est baptisé en l'honneur de James Charles Wilson (en), un colon ayant participé à l'expédition de Somervell (en), en novembre 1842,,. Il s'engage ensuite dans la vie politique en tant que sénateur du Texas.

## Géographie
Le comté de Wilson est situé au sud de la partie centrale, dans la plaine côtière (en) de l'État du Texas, aux États-Unis,. Le comté est traversé, de l'ouest au sud-est, par la rivière San Antonio.
Il a une superficie totale de 2 093,7 km2, composée de 2 081,6 km2 de terres et de 12,1 km2 de zones aquatiques.

## Démographie
Lors du recensement de 2010, le comté comptait une population de 42 918 habitants. En 2017, la population est estimée à 49 304 habitants,.
| Groupes           | Comté de Wilson | Texas | États-Unis |
| ----------------- | --------------- | ----- | ---------- |
| Blancs            | 89,1            | 70,4  | 72,4       |
| Autres            | 6,3             | 10,6  | 6,4        |
| Métis             | 2,1             | 2,5   | 2,7        |
| Afro-Américains   | 1,6             | 11,9  | 12,6       |
| Amérindiens       | 0,7             | 0,7   | 0,9        |
| Asiatiques        | 0,4             | 3,8   | 4,8        |
| Total             | 100             | 100   | 100        |
|                   |                 |       |            |
| Latino-Américains | 38,2            | 37,6  | 16,7       |

Pyramide des âges du comté de Wilson (2000).

Selon l'American Community Survey, pour la période 2011-2015, 76,83 % de la population âgée de plus de 5 ans déclare parler anglais à la maison, alors que 21,70 % déclare parler l’espagnol, 0,58 % le polonais et 0,89 % une autre langue.

## Routes
Ce comté est traversé par les routes principales suivantes :
- U.S. Route 87
- U.S. Route 181
- Texas State Highway 97

## Évènements
C'est dans ce comté que s'est déroulée la fusillade de l'église de Sutherland Springs, le 5 novembre 2017, dans la communauté non-incorporée de Sutherland Springs. Le bilan humain est de 26 morts et 20 blessés.